# Песнь прошедших дней
«Песнь прошедших дней» (арм. Հին օրերի երգը) — художественный фильм Альберта Мкртчяна о годах Великой Отечественной войны, снятый на киностудии «Арменфильм» в 1982 году.
Прокат (1982) — 0,8 млн зрителей.

## Сюжет
Действие фильма происходит в годы Великой Отечественной войны в городе Ленинакан. Герои картины — члены самодеятельной театральной труппы, разделившие со всей страной горести и утраты военного времени.

## В ролях
- Шаум Казарян — Мушег (дублирование — Феликс Яворский)
- Фрунзик Мкртчян (в титрах Мгер Мктрчян) — Никол (дублирование — Владимир Прохоров)
- Вердажлуйс Мириджанян — Айастан (дублирование — Нина Никитина)
- Гуж Манукян — Рубен (дублирование — Владислав Ковальков)
- Азат Гаспарян — Месроп (дублирование — Артём Карапетян)
- Наринэ Багдасарян — Сатеник (дублирование — Алёна Чухрай)
- Ашот Адамян — Оберон (дублирование — Валентин Грачёв)
- Галя Новенц — мать Оберона
- Александр Оганесян — Хорен (дублирование — Константин Тыртов)
- Генрих Алавердян — Завен (дублирование — Николай Граббе)

## Съёмочная группа
- Автор сценария и режиссёр-постановщик: Альберт Мкртчян
- Оператор-постановщик: Рудольф Ватинян
- Художник-постановщик: Рафаэль Бабаян
- Композитор: Тигран Мансурян
- Звукооператор: Юрий Саядян
- Директор картины: Каджик Гукасян

## Дубляж
Фильм дублирован на киностудии «Мосфильм» в 1983 году.
- Режиссер дубляжа: Николай Орлов
- Звукооператор: Ю. Булгакова

## Награды
- 1983 — XVI Всесоюзный кинофестиваль (Ленинград) по разделу художественных фильмов: приз «Память» (за раскрытие темы патриотизма советских людей в годы Великой Отечественной войны) фильму «Песнь прошедших дней»[1].